# Miś (szybowiec)
Miś – polski szybowiec amatorski, skonstruowany w dwudziestoleciu międzywojennym.

## Historia

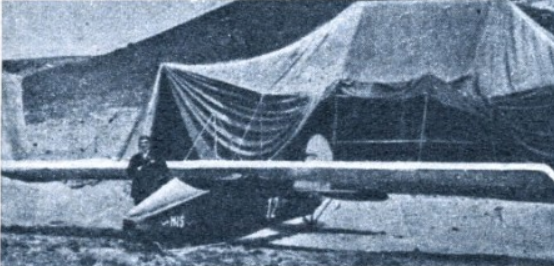
Szybowiec „Miś” przed hangarem

Inżynier Michał Bohatyrew, prezes Związku Lotników Polskich, odpowiadał za zorganizowanie II Wszechpolskiego Konkursu Szybowców w Gdyni. Zdecydował się wystawić do konkursu własną konstrukcję, którą zbudował w 1925 roku w Wielkopolskiej Wytwórni Samolotów „Samolot”. Podczas budowy „Misia” wykorzystano dostępny w Wytwórni złom lotniczy, m.in. płat samolotu Hanriot H.28.
Szybowiec, z numerem startowym „12”, wziął udział w II Wszechpolskim Konkursie Szybowcowym rozegranym w dniach 17 maja — 14 czerwca 1925 roku na Oksywiu koło Gdyni, pilotował go sierż. Stanisław Wrembel. Podczas konkursu w szybowcu wprowadzono zmiany konstrukcyjne polegające na zmianie podwozia kołowego na dwie płozy. Zachowana dokumentacja startowa potwierdza wykonanie na szybowcu pięciu lotów. 26 maja sierż. Wrembel wykonał pierwszy lot na „Misiu”, który trwał 65 sekund. 29 maja pilot wykonał na „Misiu” drugi lot, który trwał 25 sekund. W jego trakcie silny podmuch wiatru spowodował ześlizgnięcie się szybowca na lewe skrzydło, co spowodowało jego lekkie uszkodzenie. Maszyna trafiła do naprawy, którą ukończono w ciągu trzech dni. Dokonano wówczas zmiany podwozia z kołowego na płozowe. Po naprawie „Miś” odbył trzeci lot trwający 59 sekund. W trakcie konkursu wykonano na „Misiu” łącznie 26 lotów. Tak duża liczba lotów została osiągnięta dzięki zaangażowaniu pilota, który zrezygnował z mieszkania w hotelu w Gdyni na rzecz łóżka polowego w hangarze. Dzięki temu wykorzystał nawet krótkotrwałe wiatry do startu.
W klasyfikacji ogólnej szybowiec zajął pierwsze miejsce. Pilot za wykonane loty otrzymał trzy pierwsze nagrody: za najdłuższy czas pojedynczego lotu o długotrwałości 65 sekund i za najdłuższy czas lotu przy słabym wietrze trwający 22 sekund oraz za największy łączny czas lotów — 15 minut i 55 sekund (w 26 lotach). Nagrodami były: 2000 złotych, puchar Polskiego Automobilklubu i motocykl firmy „Rudge”. Konstruktor szybowca otrzymał pierwszą nagrodę za najlepiej latającą konstrukcję w wysokości 5000 zł oraz sygnet ufundowany przez Kurier Poznański.
Szybowiec „Miś” w grudniu 1925 roku wziął udział w wyprawie szybowcowej Sekcji Lotniczej Politechniki Warszawskiej do Dukli. Podczas wyprawy poszukiwano terenów do uprawiania szybownictwa, przygotowywano mapy zboczy oraz prądów powietrznych tej okolicy. Stanisław Wrembel wykonał 20 grudnia tylko jeden lot, trwający 12 sekund, podczas którego doszło do poważnego uszkodzenia szybowca. Nie zdecydowano się na jego naprawę, został skasowany.

## Konstrukcja
Szybowiec amatorski o konstrukcji drewnianej w układzie górnopłatu typu parasol.
Kadłub o konstrukcji podłużnicowej, z przodu o przekroju pięciokątnym, następnie przechodzący w prostokątny. Przód kadłuba w górnej części pokryty blachą aluminiową, reszta kryta płótnem. Kabina pilota odkryta, wyposażona w drążek sterowy i orczyk. Na lewej burcie znajdował się stopień ułatwiający pilotowi wejście do kabiny. Statecznik pionowy stanowił integralną część kadłuba.
Płat o obrysie prostokątnym, trójdzielny, dwudźwigarowy. Kryty sklejką do pierwszego dźwigara, dalej płótnem. Środkowa część płata w postaci baldachimu była mocowana do kadłuba czterema stalowymi zastrzałami, które nad baldachimem zbiegały się w tzw. kozioł przeciwkapotażowy, który jednocześnie spełniał rolę wysięgnika dla linek usztywniających płat. Linki naciągowe były mocowane do kozła i do dolnej części kadłuba. Cięciwa płata wynosiła 1,7 m.
Podwozie w pierwszej wersji składało się z dwóch kół umieszczonych na wspólnej osi, podczas naprawy w trakcie konkursu zmieniono je na dwie amortyzowane płozy z drewna jesionowego. Płoza ogonowa była amortyzowana sznurem gumowym.
Usterzenie kryte płótnem, statecznik poziomy dwudzielny, usztywniony naciągami linkowymi. Napęd sterów linkowy.

## Malowanie
Kadłub szybowca był malowany na czerwono, znajdujący się na nim napis „Miś” i numer startowy „12” wykonano w kolorze kremowym. Blachę aluminiową na kadłubie pozostawiono w kolorze naturalnym. Powierzchnie kryte płótnem były cellonowane.